# 咏孤石
《咏孤石》是高句丽僧人定法师在高句丽平原王（公元559-589年在位）在位期间所做的一首五言写景律诗，是朝鲜半岛现存最早的汉诗之一。定法师曾到中国北周留学。:84-85:31-32:36

## 全诗
|  | 迥石直生空，平湖四望通。 岩根恒洒浪，树杪镇摇风。 偃流还渍影，浸霞更上红。 独拔群峰外，孤秀白云中。 |